# Great Stanney
Great Stanney var en civil parish från 1858 till 1950 då den blev en del av Ellesmere Port, i grevskapet Cheshire, i England. Civil parish hade 644 invånare år 1931.